# Pro Juventute (Belgique)
Ne doit pas être confondu avec Pro Juventute en Suisse
Pro Juventute est une fondation créée par le baron Louis Empain en 1938 en Belgique pour venir en aide à la jeunesse.
Plusieurs instituts furent édifiés en Wallonie et en Flandre:
- à Esneux, (province de Liège), au Château ou domaine du Rond-Chêne[2],[3]
- à Ottignies dans le Parc de l'Étoile[4],
- à Ostdunkerque
- à Profondeville, le collège de La Hulle au Château du même nom (que Louis Empain dirigea personnellement)
- à Sainte-Ode Lavacherie, Institut Air et Soleil

## L'enseignement Pro Juventute
L'enseignement Pro Juventute se veut actif, strict et sportif. Il est largement inspiré des principes du scoutisme, tel qu'il est pratiqué en Belgique selon la tradition de Baden-Powell. Les élèves résident au pensionnat, entourés d'éducateurs et de professeurs, qui leur enseignent tant au travers de cours ex cathedra que d'excursions sauvages. Ils sont divisés en unités portant des noms d'animaux, structurés avec des chefs d'équipe et des cris de sections et vivent au rythme de la vie communautaire et de la nature. Les élèves se dépassent en courant dans la neige, en nageant dans le lac glacé ou en sortant de nuit pour vaincre leur peur du noir. 
C'est pourquoi les sites de la Pro Juventute ont en commun entre eux de tous comporter de grands bâtiments, salles de classes lumineuses et gymnases ouverts sur l'extérieur, et une situation au cœur d'une nature à découvrir. C'est le cas du domaine du Rond-Chêne par exemple, un château qui siège au dessus de plusieurs hectares de forêt comportant un arboretum, un lac et un ruisseau.